# Roy Stryker
Roy Emerson Stryker (Nueva York, 5 de noviembre de 1893 - 26 de septiembre de 1975) fue un economista y fotógrafo estadounidense. Se le reconoce como el organizador de los fotoperiodistas encargados de documentar la Gran Depresión para la Administración de Seguridad Agraria. 
Perteneció a infantería durante la Primera Guerra Mundial y al finalizar realizó estudios de Economía en la Universidad de Columbia, donde después sería profesor. En ella coincidió con el profesor Rexford Tugwell que cuando fue nombrado Subsecretario de Agricultura puso en marcha la Resettlement Administration que posteriormente pasó a denominarse Farm Security Administartion (FSA). Ese nombre lo mantuvo durante siete años, ya que al iniciarse la Segunda Guerra Mundial, en 1943, sus recursos se incorporaron a la Oficina de Información de Guerra. Al clausurarse en 1943 arrojó un balance final de 180000 negativos, 1500 diapositivas en color y más de 100000 positivos dotados de comentario escrito.
Aunque comenzó realizando fotografías para Resettlement Administration, pasó a ocuparse de la dirección de la sección histórica, desde donde planteó la creación de un registro fotográfico para plasmar los efectos de la depresión. El tipo de fotografías que quería debían cumplir una doble función, por un lado ser informativas y por otro que fuesen también simbólicas de la situación de sequía y tormentas de polvo. De esa forma se trataba de dar una visión de Estados Unidos a los estadounidenses en el marco del New Deal y con planteamientos propios del realismo social. 
La selección de fotógrafos encargados de esa tarea fue de gran relevancia. Entre ellos se encontraban  Walker Evans, Dorothea Lange, Gordon Parks, Margaret Bourke-White, Theodor Jung, Edwin Rosskam, Louise Rosskam, Ben Shahn, John Collier, Sheldon Dick, Ann Rosener, Jack Delano, Russell Lee, Carl Mydans, Arthur Rothstein, John Vachon, Marion Post Wolcott o Willard Van Dyke.
En 1973 publicó sus experiencias en el artículo The Farm Security Administration Collections of Photographs, con Nancy Wood. Al terminar la Segunda Guerra Mundial entró a trabajar para Standard Oil donde organizó un equipo de fotógrafos para dar a conocer la empresa; entre ellos se encontraban Berenice Abbott, Gordon Parks, Todd Webb, Esther Bubley, Harold Corsini, Russell Lee, Arnold S. Eagle, Elliott Erwitt y Sol Libsohn. Algunos le siguieron posteriormente a un nuevo proyecto en Pittsburgh, la Pittsburgh Photographic Library. En 1960 su colección de fotografías se transfirió a la Carnegie library.